# ماريا أورتيغا
ماريا أورتيغا (بالإسبانية: María Vanesa Ortega)‏ هي منافسة ألعاب القوى إسبانية، ولدت في 24 مارس 1981 في برج الهواريين في إسبانيا.